# Toy's Factory
Toy's Factory Inc. (株式会社トイズファクトリー, Kabushiki gaisha Toizu Fakutori), estilizado como TOY'S FACTORY, é uma gravadora japonesa fundada em 1990 como subsidiária da VAP. Desde então tornou-se uma empresa independente. Na primeira metade de 2012, a Toy's Factory era a quarta maior gravadora do Japão.

## Sub-gravadoras
- Bellissima!
- BMD Fox Records
- Carnage
- Deep Blue
- Idyllic
- Kimi
- Jūonbu Records
- Meme Tokyo
- NOFRAMES Recordings

## Artistas
- Babymetal - antes pela subsidiária Jūonbu Records, recentemente pela subsidiária BMD Fox Records
- Bank Band
- Brahman - pela subsidiária NOFRAMES
- Bump of Chicken
- Ego-Wrappin'
- HAN-KUN
- livetune
- Mr. Children
- phatmans after school
- Salyu
- Sekai no Owari
- Shōnan no Kaze
- UNISON SQUARE GARDEN
- Yuzu